# One Love (New Edition)
One Love è il settimo ed ultimo album in studio del gruppo statunitense New Edition, pubblicato il 9 novembre 2004 per l'etichetta discografica Bad Boy Records.
Si tratta del primo album del gruppo da Home Again del 1996 e del primo album dopo la separazione dalla MCA Records.
L'album ha raggiunto la posizione numero 12 del Billboard 200.
L'unico singolo pubblicato dal gruppo è stato Hot 2 Night, che ha ricevuto uno scarso successo.
Dopo la pubblicazione dell'album il gruppo ha optato per rescindere il contratto discografico a causa della scarsa collaborazione dell'etichetta.

## Tracce
1. Conference Call 1:40
2. Been So Long 4:23
3. ''Hot 2 Night 3:23
4. Sexy Lady 4:27
5. Last Time 2:46
6. All On You 3:32
7. Wildest Dream 4:13
8. Start Turnin' Me On 3:38
9. Love Again 4:17
10. One Love Interlude 2:00
11. That's Why I Lied 3:55
12. Come Home with Me 3:16
13. Best Man 3:56
14. Re-Write the Memories 4:31
15. Newness 5:27
16. Feelin' It 3:52
17. Leve Me 4:05
18. Dream Girl (solo in Giappone) 3:39